# Rainer Metke

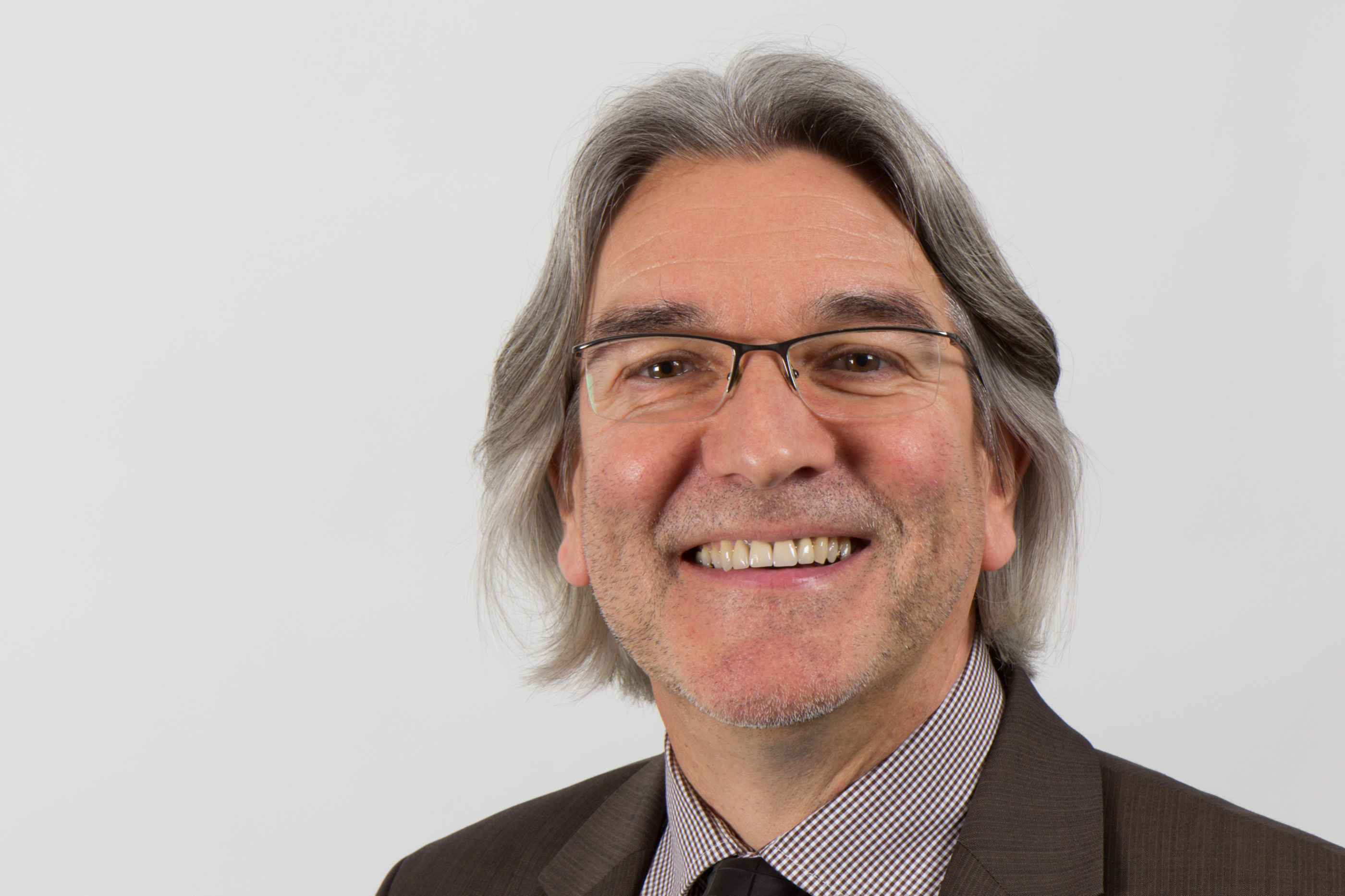
Rainer Metke (2012)

Rainer Metke (* 30. Mai 1953 in Hannover) ist ein deutscher Politiker der SPD und war von 1995 bis zur Landtagswahl 2006 Mitglied im Landtag von Sachsen-Anhalt.

## Leben und Beruf
Nach seinem Realschulabschluss 1969 begann er eine Ausbildung zum Groß- und Außenhandelskaufmann. Mit Beendigung seiner Ausbildung und dem anschließenden Grundwehrdienst war Metke von 1974 bis 1980 Angestellter bei TUI. 1980/81 begann er eine Ausbildung zum Gewerkschaftssekretär. Anschließend war er bis 1985 in der Bezirksverwaltung Hameln der Gewerkschaft Handel, Banken und Versicherungen. Von 1985 bis 1990 war Metke als 2. Bevollmächtigter der Verwaltungsstelle Goslar der IG Metall tätig. Nach der Wiedervereinigung wurde er Leiter des Informations- und Beratungsbüro der IG Metall in Wernigerode/Halberstadt. Von 1991 bis 2004 war Metke 1. Bevollmächtigter der IG Metall Verwaltungsstelle in Halberstadt. Ab 2009 war Metke Sprecher im Ministerium der Finanzen des Landes Sachsen-Anhalt und wurde im Mai 2011 zum stellvertretenden Regierungssprecher des Kabinett Haseloff I ernannt.

## Partei
Metke ist seit 1985 Mitglied der SPD.

## Abgeordneter
Rainer Metke rückte im Juni 1995 für Ingrid Häußler in den Landtag nach. Hier vertrat er den Wahlkreis Wernigerode. Er wurde zuletzt über die Landesliste gewählt und trat 2006 nicht erneut an. Metke war Mitglied im Ausschuss für Wirtschaft und Arbeit sowie im Ausschuss für Bundes- und Europaangelegenheiten.

## Sonstiges
- Mitglied in der IG Metall
- Mitglied der Gustav-Heinemann-Initiative
- ehrenamtlicher Richter am Landesarbeitsgericht Halle (Saale)